# Polcenigo (famiglia)
I Polcenigo furono una nobile famiglia friulana.

## Storia
La casata trae il nome da Polcenigo, località nell'attuale provincia di Pordenone dove risiedevano. Incerta l'origine: i più la fanno discendere dai conti di Blois, giunti in Friuli al seguito di Carlo il Calvo, il quale avrebbe infeudato della zona il capostipite Peterlino nell'875. Secondo una tradizione, il toponimo "Polcenigo" deriverebbe dal nome della figlia di quest'ultimo, Pulcella.
I Polcenigo mantennero il feudo anche dopo il 963, quando il territorio fu donato da Ottone I al vescovo di Belluno: nel 973, infatti, quest'ultimo confermò i poteri giurisdizionali al conte Fantuccio.
Come le altre famiglie feudali della zona, i Polcenigo avevano diritto a sedere nel Parlamento della Patria del Friuli. Il loro potere si estendeva sui villaggi di Polcenigo, Fanna, Budoia, Coltura, Dardago, Gorgazzo, Santa Lucia, San Giovanni, Cavasso, Colle, Frisanco e Orgnese.
Con l'arrivo della Serenissima in Friuli, la famiglia si sottomise alla Repubblica, mantenendo così i diritti sulla zona sino alla conquista francese del 1797.

## Membri illustri
- Antonio Polcenigo (1647-1724), vescovo di Feltre dal 1684 alla morte